# Tour Down Under 2006
La 8.ª edición del Tour Down Under (llamado oficialmente: Santos Tour Down Under) fue una carrera de ciclismo en ruta por etapas que se celebró entre el 17 y el 22 de enero de 2006 en Australia con inicio y final en la ciudad Adelaida sobre un recorrido de 726 kilómetros.
La carrera formó parte del UCI Oceania Tour 2005-2006 dentro de la categoría 2.HC (máxima categoría de estos circuitos).
La carrera fue ganada por el corredor australiano Simon Gerrans, en segundo lugar Luis León Sánchez y en tercer lugar Robbie McEwen.

## Clasificaciones finales
- Las clasificaciones finalizaron de la siguiente forma:[3]

### Clasificación general
| \| Clasificación general \| Clasificación general \| Clasificación general \| Clasificación general \| Clasificación general \| \| Ciclista \| Ciclista \| Equipo \| Tiempo \| \| \| --------------------- \| --------------------- \| ------------------------------------- \| --------------------- \| --------------------- \| \| 1.º \| Simon Gerrans \| AG2R Prévoyance \| 16 h 36 min 54 s \| \| \| 2.º \| Luis León Sánchez \| Liberty Seguros-Würth \| + 7 s \| \| \| 3.º \| Robbie McEwen \| Davitamon-Lotto \| + 14 s \| \| \| 4.º \| William Walker \| Rabobank Continental \| + 46 s \| \| \| 5.º \| Gene Bates \| LPR \| + 1 min 48 s \| \| \| 6.º \| Samuel Dumoulin \| AG2R Prévoyance \| + 2 min 42 s \| \| \| 7.º \| Russell Van Hout \| Savings & Loans \| + 3 min 00 s \| \| \| 8.º \| Simon Clarke \| Southaustralia.com-AIS \| + 3 min 19 s \| \| \| 9.º \| Chris Jongewaard \| \| + 3 min 19 s \| \| \| 10.º \| Glenn D'Hollander \| Chocolade Jacques-Topsport Vlaanderen \| + 3 min 31 s \| \| |                   |                                       |                  |
| |                   |                                       |                  |
| Fuente: ProCyclingStats |                   |                                       |                  |
| Clasificación general |                   |                                       |                  |
| Ciclista | Ciclista          | Equipo                                | Tiempo           |
| 1.º | Simon Gerrans     | AG2R Prévoyance                       | 16 h 36 min 54 s |
| 2.º | Luis León Sánchez | Liberty Seguros-Würth                 | + 7 s            |
| 3.º | Robbie McEwen     | Davitamon-Lotto                       | + 14 s           |
| 4.º | William Walker    | Rabobank Continental                  | + 46 s           |
| 5.º | Gene Bates        | LPR                                   | + 1 min 48 s     |
| 6.º | Samuel Dumoulin   | AG2R Prévoyance                       | + 2 min 42 s     |
| 7.º | Russell Van Hout  | Savings & Loans                       | + 3 min 00 s     |
| 8.º | Simon Clarke      | Southaustralia.com-AIS                | + 3 min 19 s     |
| 9.º | Chris Jongewaard  |                                       | + 3 min 19 s     |
| 10.º | Glenn D'Hollander | Chocolade Jacques-Topsport Vlaanderen | + 3 min 31 s     |